# 中華民国正式政府
中華民国正式政府（ちゅうかみんこくせいしきせいふ、第2次広東政府）とは、軍閥時代に中華民国広東省にあった孫文による地方政権。広州中華民国政府（こうしゅうちゅうかみんこくせいふ）とも称する。1921年4月に成立し、1922年6月の陳炯明の反乱により瓦解した。広州市に本拠を置いた。「青天白日満地紅旗」を国旗とする。

## 歴史

### 護法運動

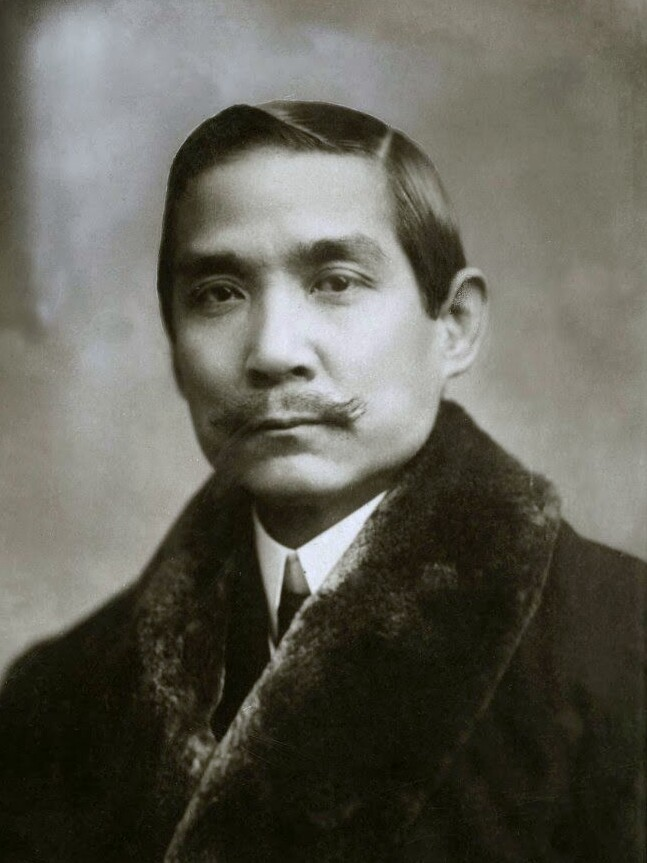
孫文

孫文による第一次護法の際、古くからの盟友であった陳炯明は孫文の広東軍政府に加わり、広東省長の親軍の中から選んで二十営の兵力を従わせ、のちの広東派の祖となった。福建省救援を名目に海軍の一部艦隊が潮州市や梅州市の一帯に展開し、一度は福建省の泉州付近まで展開した。1920年、広東軍政府内部では権力争奪をめぐって戦争が発生した。これを、第一次粤桂戦争と称している。8月、陳炯明の指揮の下、広東軍は広州へ進攻し、雲南派、広西派の軍隊を駆逐した。

### 正式政府の成立
1920年11月に広州に帰還した孫文は、1920年の末には軍政府を樹立して、第二次護法を開始した。1921年4月、非常国会が開会され、「中華民国政府組織大綱」が承認されて軍政府が改組された。政府名称を「中華民国正式政府」とすることが決議され、北方の軍閥政府（北京政府）との対抗姿勢が示された。5月5日、孫文は非常国会の出席者220人の選挙によって中華民国正式政府の大総統に選出された。しかし、この政府は外国の承認を得たものでなかったため、孫文の大総統の合法性について多くの質疑がかけられた。そのため、しばしば、「非常大総統」とも称される。
孫文は非常大総統就任後、胡漢民や戴季陶、廖仲愷、張人姚、蔣介石などに北伐の意思表明と協力要請のための電報を打った。それに対し、胡漢民は上海から広東に向かったが、蔣介石は奉化県から動かなかった。

### 正式政府の首脳
| - 大総統：孫文 - 外交部長：伍廷芳 - 次長：伍朝枢 - 財政部長：唐紹儀 - 次長：廖仲愷 - 陸軍部長：陳炯明 - 内政部長：陳炯明 | - 海軍部長：湯廷光 - 参謀部長：李烈鈞 - 秘書長：馬君武 - 総参議兼文官長：胡漢民 - 総統府参軍長：徐紹楨 - 政治部長：胡漢民 - 広東省長：陳炯明 |

正式政府の首脳は、以上の通りである。陳炯明は政府部内において陸軍総長・内政総長・広東軍総司令兼広東省長になり、巨大な権力を握るようになった。なお、それまで官職に就くことを辞退してきた汪兆銘は、広東省教育会会長の就任を承諾し、はじめて政治の表舞台に立つことになった。

### 北伐宣言
孫文はこの広東政府を、南北を代表する中国唯一の政府であり、北京政府（北洋政府）は非合法政府であるとみていた。そして、孫文はこの政府を各国が承認するよう求め、正式政府はどのようなかたちであっても海外に門戸を開くとして、外国の資本や技術も導入するという強い意向を示した。北京政府は、広東政府に対し即座に広西省で反攻したが、広東政府の軍はひとまずこれを撃退するのに成功したのである。孫文は、北伐にあたって、敵を直隷派の呉佩孚と奉天派の張作霖に想定していたが、満洲地域を支配している張作霖を当座の主敵と考えていた。
蔣介石の軍事能力を買っていた孫文は蔣に何度も広州に来るよう促し、汪兆銘、胡漢民、張人姚など孫文に近い要人からも書簡や電報による催促があったにもかかわらず、蔣は最愛の母が1921年6月に死去したこともあって、広州には短期間しか顔を出さず、陳炯明に北伐の意思がなさそうなのを確認しては激怒するということが多かった。そのため、母の供養と称して上海や鶏口鎮にいることが多かった。11月、蔣介石の母の本葬が執り行われた。
孫文は1921年11月、広西省桂林に北伐のための大本営を設置した。この頃、アメリカ合衆国のジャーナリストから取材を受けた孫文は、「なぜ北伐をおこなうのか」の問いに「革命派は東北を討伐するのではなく、それを支える日本と戦うのだ」と答えている。孫文は北伐を焦っており、1922年の早い段階での北伐断行を常に公言していた。中国を統一し、日本と対等の立場に立たないかぎり、中国は国力をますます衰退させてしまうばかりであるとの判断に立っていた。そのためには、軍権をにぎる陳炯明を信頼するしかないと考えていた。
1922年1月18日、蔣介石が結婚して間もない3番目の妻、陳潔如をともない杭州で合流した孫文・廖仲愷とともに桂林に入り、李烈鈞、胡漢民、許崇智らと軍法会議をひらいた。会議のなかで蔣はまず湖北省に進撃することを主張したが、他の多くの参加者は江西省攻撃を主張して互いに譲らなかったため、まずは湖北省次いで江西省を攻撃するということで双方折り合いを付けた。
1922年2月3日、孫文は桂林であらためて北伐を宣言して中国の武力統一を唱え、広東軍（北伐軍）に動員を命じた（北伐令）。ところが李烈鈞の江西方面軍、許崇智の湖南方面軍の各部隊が動こうにも、広東の陳炯明は武器・弾薬・兵糧などを届けず、ひそかに直隷派に武器などを売っていたのである。あらためて開かれた作戦会議では、蔣介石の提案が通り、いったん北伐軍を広東に戻し、そこから態勢を整えて江西を攻撃することとした。こののち、孫文は自ら、広東省韶関に北伐大本営を設置し、自ら督軍を行った。そして、雲南省、江西省、湖南省の軍隊を組織し、江西省にいる直隷派の拠点を攻撃した。

### 陳炯明の反乱

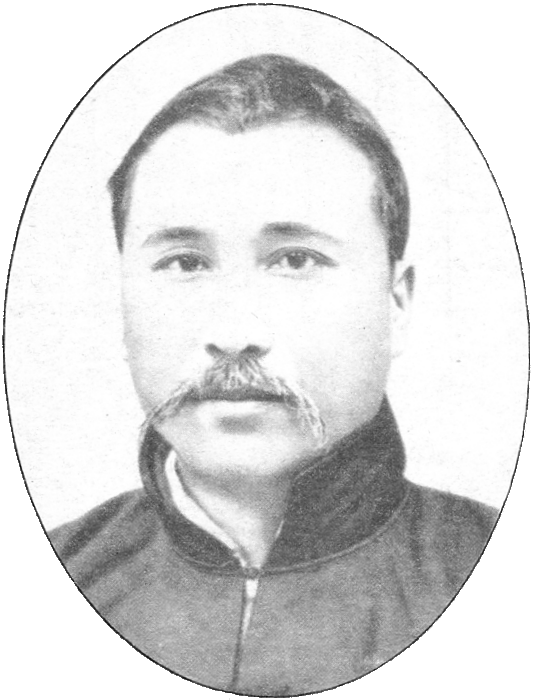
陳炯明

孫文と陳炯明とは北伐をめぐり対立した。陳炯明は軍事行動を急ぐべきではなく、先に広東省の基盤を固め、聯省自治を実行することを主張した。6月になると、北方では提携していたはずの直隷派と奉天派が争う奉直戦争（第一次）が勃発し、奉天派が敗れる一方、北京政府（北洋政府）の徐世昌は下野し、黎元洪が総統に返り咲いて国会の再度の召集をかけた。陳炯明は護法の目的が達せられたとして、孫文に徐世昌と同時に下野するよう迫った。孫文とその支持者は陳炯明が離反したと判断し、韶関から広州に戻った。孫文はしかし、最後の最後まで陳炯明が裏切るまいと信じていた。
6月16日、陳炯明は総統府を砲撃し（六・一六事変）、孫文は配下の蔣介石や陳策らとともに永豊艦に乗り、48日間、蔣介石らと生死をともにし、応戦しながら広州を脱出し、8月初めに上海に到着した。ここに、中華民国正式政府は、直隷派と内通していた広東軍閥の陳炯明の反乱により瓦解した。

### 広東大元帥府の成立
上海に脱出したものの、孫文にとっては中国同盟会以来の盟友が起こした反乱であったため、失敗や裏切りには慣れていたはずの彼も意気阻喪した。孫文が、そこから自らの陣営を立て直し、再起する方策が「連ソ・容共」路線であった。1923年3月、孫文は北京政府に反対する地方政権として「広東大元帥府」を組織し、ソビエト連邦政府は、政治顧問としてコミンテルン活動家のミハイル・ボロディンを、軍事顧問としてヴァシーリー・ブリュヘル（通称ガレン）らを送って孫文政権を援助した。